# Rasteau
Rasteau – miejscowość i gmina we Francji, w regionie Prowansja-Alpy-Lazurowe Wybrzeże, w departamencie Vaucluse.
Według danych na rok 1990 gminę zamieszkiwały 673 osoby, a gęstość zaludnienia wynosiła 36 osób/km² (wśród 963 gmin regionu Prowansja-Alpy-W. Lazurowe Rasteau plasuje się na 434. miejscu pod względem liczby ludności, natomiast pod względem powierzchni na miejscu 519.).

## Populacja

Populacja Rasteau w latach 1962-2008